# Мишель, Смарк
Жорж Жан-Жак Смарк Мишель (фр. Georges Jean-Jacques Smarck Michel; 29 марта 1937, Сен-Марк, Гаити — 1 сентября 2012, Порт-о-Пренс, Гаити) — премьер-министр Гаити (1994—1995).

## Биография
Родился в семье военного, получил образование в сфере бизнес-администрирования в Соединенных Штатах. До прихода в политику занимался бизнесом в сфере торговли. за демократические убеждения подвергался репрессиям со стороны клана Дювалье.
- В 1991 году — министр промышленности и торговли Гаити. Был отправлен в отставку, поскольку не смог добиться запланированного снижения цен на продовольствие,
- В 1994—1995 годах — премьер-министр Гаити, назначенный президентом Аристидом по возвращении после военного переворота. Ушёл в отставку на волне острой критики в обществе, предложенного им плана масштабной приватизации.
- В 2004—2006 годах — министр планирования Гаити.

Умер 1 сентября 2012 года недалеко от Порт-о-Пренса от опухоли головного мозга в возрасте 75 лет.